# Leszek Żebrowski
Leszek Żebrowski (ur. 29 maja 1955 w Warszawie) – polski ekonomista i publicysta  historyczny.

## Życiorys

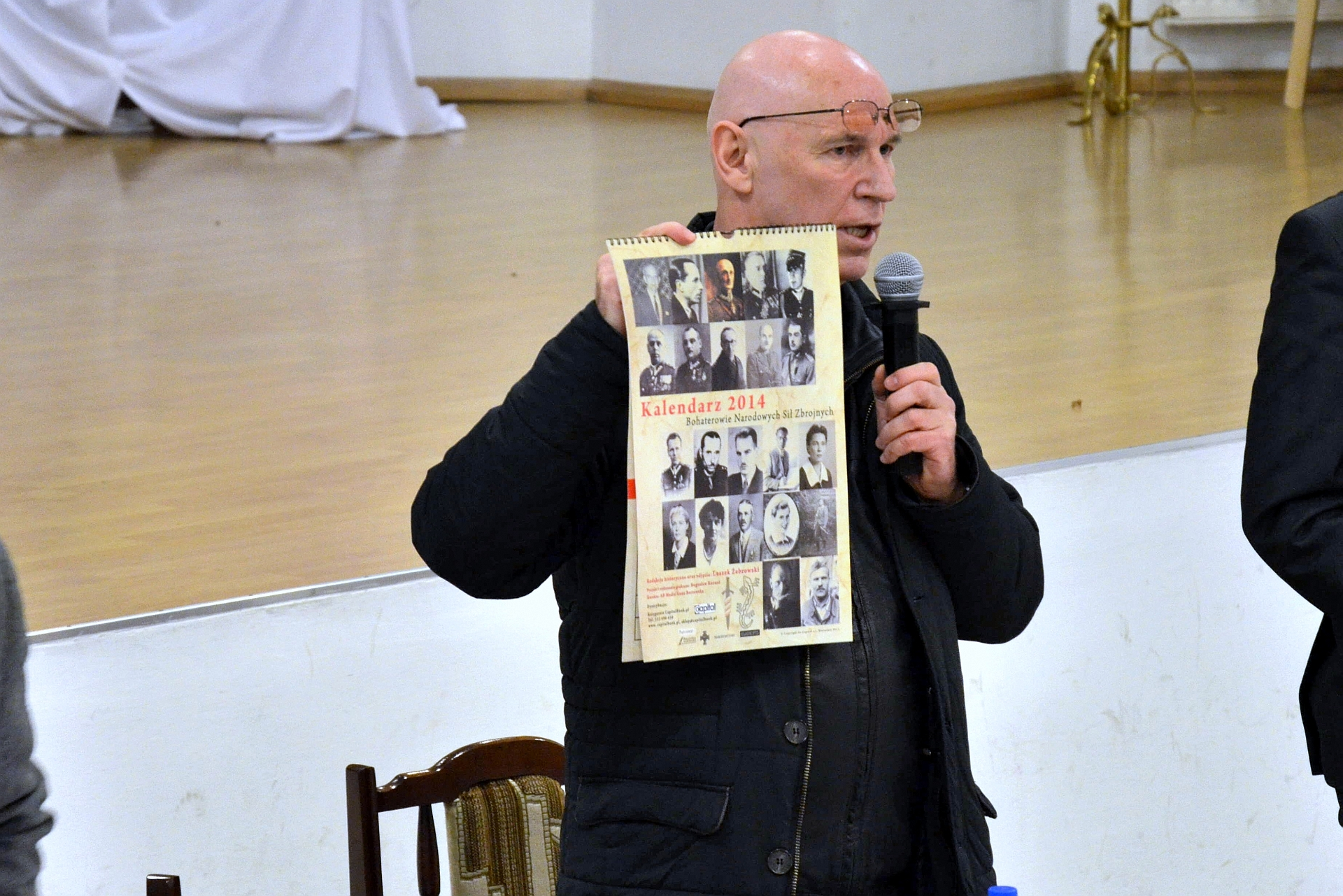
Leszek Żebrowski prezentujący Kalendarz „Bohaterowie Narodowych Sił Zbrojnych” podczas spotkania w Sanoku w 2014

Jest synem Franciszka Żebrowskiego (ur. 1913, oficer ZWZ i AK na ziemi łomżyńskiej, więzień polityczny w PRL) i Ireny z domu Siedleckiej (ur. 1922). Ukończył studia ekonomiczne na Wydziale Nauk Ekonomicznych Uniwersytetu Warszawskiego. Miał córkę Małgorzatę Ewę (1986-2022).

### Działalność zawodowa
Od 1979 był pracownikiem naukowym Instytutu Organizacji, Zarządzania i Ekonomiki Przemysłu Budowlanego ORGBUD. Na początku lat 90. był szefem Działu Dokumentacji Instytutu Historycznego im. Romana Dmowskiego. W latach 1992–2002 pracował w Urzędzie do Spraw Kombatantów i Osób Represjonowanych na stanowisku naczelnika komórki weryfikacji. Od 2002 do 2012 był pracownikiem Archiwum m.st. Warszawy.

### Działalność historyczna
Od połowy lat 80. prowadzi badania dziejów polskiego podziemia w czasie II wojny światowej i po 1945 (korzystał wówczas z dokumentów pozyskanych w bibliotece Wyższej Szkoły Nauk Społecznych przy KC PZPR). Specjalizuje się w dziejach polskich narodowych organizacji konspiracyjnych (Narodowych Sił Zbrojnych i Narodowej Organizacji Wojskowej) i narodowego odłamu żołnierzy powojennego podziemia antykomunistycznego (w tym Narodowego Zjednoczenia Wojskowego). Zajmował się także dziejami komunistycznej konspiracji i partyzantki z lat 1942–1945 oraz stalinowskiej bezpieki.  Został uznany pionierem badań nad Narodowymi Siłami Zbrojnymi w Polsce.

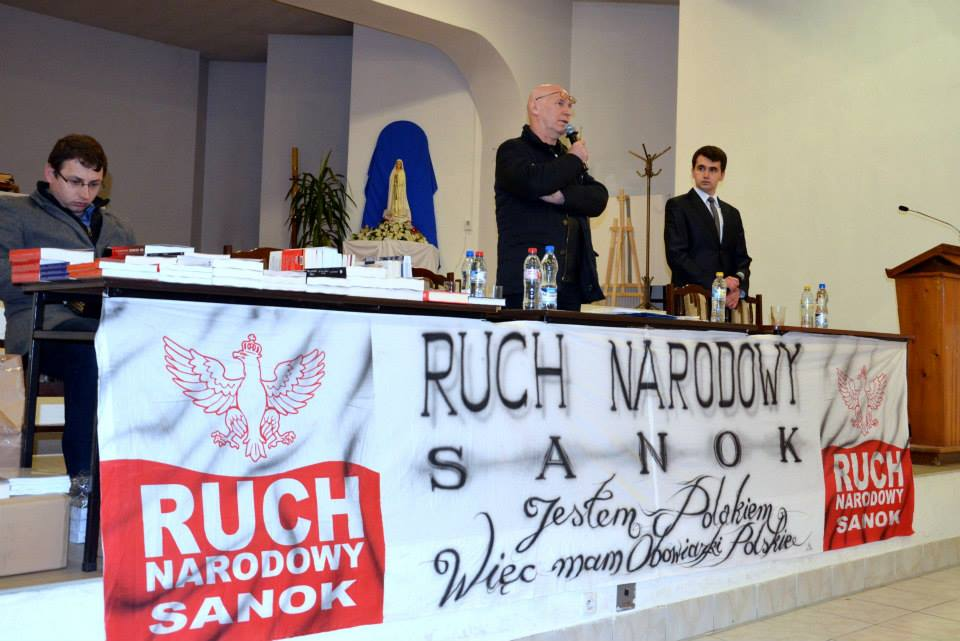
Leszek Żebrowski na spotkaniu zorganizowanym przez Ruch Narodowy, 2014

Publikuje artykuły o charakterze historycznym w „Naszym Dzienniku”, „Naszej Polsce”, portalu internetowym pch24.pl oraz w prasie polonijnej. W latach 90. pisał również dla dziennika „Nowy Świat” i „Gazety Polskiej”. W okresie późniejszym jego artykuły ukazywały się także m.in. w „Nowym Państwie”, „Historii Do Rzeczy”, „Innych Obliczach Historii” czy „Gazecie Polskiej Codziennie”. Był autorem haseł z Encyklopedii „Białych Plam”.
Występuje na spotkaniach organizowanych przez Instytut Pamięci Narodowej i jest przez IPN przedstawiany jako historyk. Publikuje w „Biuletynie IPN”.
Występuje w Radiu Maryja, Telewizji Trwam i Telewizji Republika. Od 2017 nagrania z jego udziałem ukazują się na kanale Leszek Żebrowski – Wyklęci TV w serwisie YouTube.
Wystąpił w filmach dokumentalnych Aliny Czerniakowskiej opowiadających o polskim powojennym podziemiu antykomunistycznym: Zwycięstwo (1995) i Jeszcze się Polska o nas upomni (2002), a w 2007 – także w filmie Odkryć prawdę tej samej autorki. Był konsultantem historycznym produkcji filmowych: Wyklęci. Narodowe Siły Zbrojne (2002, film dokumentalny, reż. Iwona Bartólewska), Historia Roja (2015 serial telewizyjny, 2016 film fabularny; reż. Jerzy Zalewski), Bitwa pod Rząbcem. Historia prawdziwa (2016, film dokumentalny, reż. Krzysztof Dziewięcki).

### Działalność społeczna i polityczna

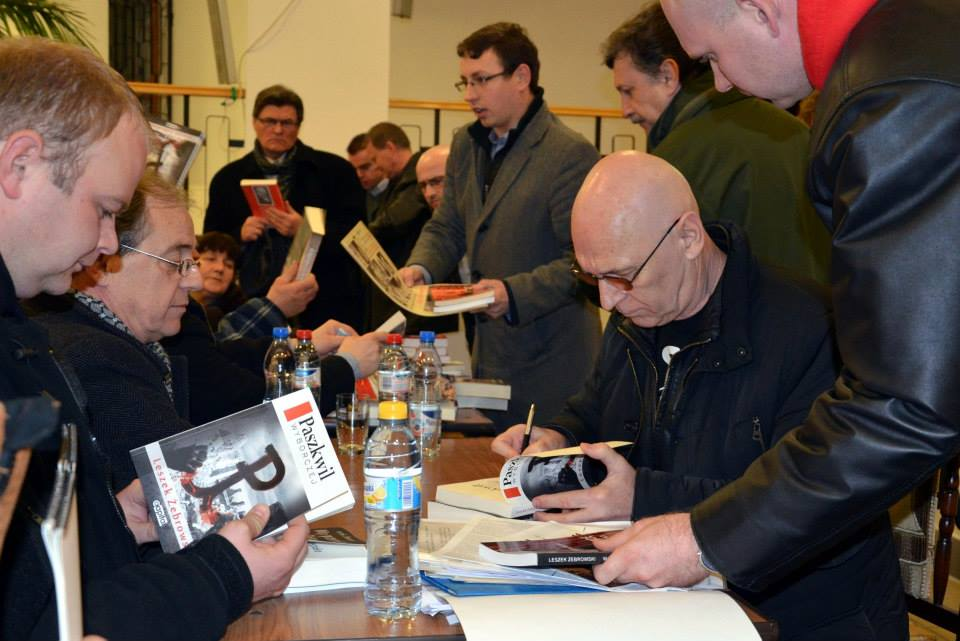
Leszek Żebrowski podczas rozdawania autografów

W latach 70. i 80. działał w opozycji antykomunistycznej. Współpracował z Ruchem Obrony Praw Człowieka i Obywatela. Pisał w podziemnych tygodnikach „Głosie” oraz „Ładzie”. Współpracował także z Wydawnictwem Unia Nowoczesnego Humanizmu. Należał do odwołującego się do tradycji Narodowej Demokracji nieformalnego stronnictwa politycznego określanego „salonem Napoleona Siemaszki”.
W wyborach parlamentarnych w 1993 bez powodzenia ubiegał się o mandat poselski w województwie ciechanowskim z listy Porozumienia Centrum (otrzymał 829 głosów). W wyborach w 1997 ponownie bezkustecznie kandydował do Sejmu w tym samym okręgu wyborczym, jako lider listy Ruchu Odbudowy Polski (uzyskał 3231 głosów). Był bezpartyjnym kandydatem rekomendowanym przez Porozumienie Kombatanckich Organizacji Niepodległościowych. Współpracował także z Ligą Republikańską. Zasiada w radzie historycznej Związku Żołnierzy Narodowych Sił Zbrojnych. W 2012 poparł zainicjowaną przez Stowarzyszenie KoLiber akcję „Goń z pomnika bolszewika” i wszedł w skład jej Honorowego Komitetu Poparcia. W 2013 został jednym z doradców Ruchu Narodowego. Jest członkiem rad nadzorczych Fundacji „Ojczyzna, Rodzina, Własność” oraz Fundacji Imienia Generała Georga S. Pattona.
W 2014 zasiadł w Komitecie Honorowym Fundacji „Łączka”, sprawującej opiekę i działalność wspierającą Kwatery na Łączce. Wraz z Tadeuszem Płużańskim i Tomaszem Panfilem wszedł w skład powołanego w listopadzie 2016 samozwańczego Społecznego Trybunału Narodowego, który ogłosił infamię dla Bolesława Bieruta, Stefana Michnika, Władysława Gomułki i Zbigniewa Domino.
Deklaruje się jako radykalny eurosceptyk i krytyk Unii Europejskiej.

## Wyróżnienia
W styczniu 2010 Klub Jagielloński im. Św. Kazimierza przyznał mu wyróżnienie dla historyków zajmujących się dziejami najnowszymi w ostatnim 20-leciu. Otrzymał Nagrodę Fundacji im. Jerzego Łojka.
Podczas uroczystości z okazji 75. rocznicy utworzenia Brygady Świętokrzyskiej NSZ został uhonorowany Medalem Pro Bono Poloniae przez Szefa Urzędu ds. Kombatantów i Osób Represjonowanych Jana Józefa Kasprzyka

## Zarzuty współpracy z SB
Nazwisko Leszka Żebrowskiego ukazało się na tzw. liście Wildsteina ujawnionej w 2005 (IPN BU 001134/4722). W sierpniu 2013 bloger Marek Mądrzak opublikował na portalu Salon24 część treści teczki pracy i teczki personalnej tajnego współpracownika „Leszek”, które jego zdaniem miały dowodzić współpracy Żebrowskiego z SB. Leszek Żebrowski zaprzeczył jakiejkolwiek swojej współpracy ze służbą bezpieczeństwa oraz oświadczył, że przekazał sprawę do sądu. W 2017 oskarżenia te powtórzył m.in. poseł Janusz Sanocki, który opublikował również skany dokumentów TW „Leszka” z archiwum IPN. Wówczas Leszek Żebrowski po raz kolejny oświadczył, że nie był ani tajnym ani jawnym współpracownikiem jakiejkolwiek służby specjalnej, jednocześnie zwrócił uwagę, że w opublikowanej teczce nie ma zawartości obciążającej go i że niektóre zawarte w niej dane dotyczące jego osoby są niezgodne z prawdą, a ponadto oświadczył, że złożył wniosek o autolustrację. 

## Publikacje

### Zbiory dokumentów
- Brygada Świętokrzyska NSZ. Poznań–Warszawa: 1994 (współautor: Rafał Sierchuła)
- Narodowe Siły Zbrojne. Dokumenty, struktury, personalia. T. 1, 2 (NSZ-AK), 3 (NSZ-ONR). Warszawa: Burchard Edition, 1994–1996 (wybór i opracowanie: Leszek Żebrowski)
- Narodowe Siły Zbrojne na Podlasiu. T. 1. Siedlce: Związek Żołnierzy NSZ, 1997 (współautor: Mariusz Bechta)
- Narodowe Siły Zbrojne na Podlasiu. T. 2. Siedlce: Związek Żołnierzy NSZ, 1998 (współautor: Mariusz Bechta)
- Tajne oblicze GL-AL i PPR. Dokumenty. T. 1–3. Warszawa: Burchard Edition, 1997–1999 (wybór i opracowanie: Marek Jan Chodakiewicz, Piotr Gontarczyk, Leszek Żebrowski)
- Żołnierze wyklęci. Antykomunistyczne podziemie zbrojne po 1944 roku. Warszawa: „Volumen”, 1999 (wybór i opracowanie: Grzegorz Wąsowski, Leszek Żebrowski)
- Narodowe Siły Zbrojne na Podlasiu. T. 3. Biała Podlaska: „Rekonkwista”, 2003 (współautor: Mariusz Bechta)
- Kryptonim „Orzeł”. Warszawski Okręg Narodowego Zjednoczenia Wojskowego 1947–1954. Warszawa: IPN-Rytm, 2004 (wybór i opracowanie: Kazimierz Krajewski, Tomasz Łabuszewski, Jacek Pawłowicz, Leszek Żebrowski)
- Brygada Świętokrzyska NSZ w fotografiach i dokumentach, Warszawa: Capital s.c., 2014[41].
- Narodowe Siły Zbrojne. Dokumenty 1942-1944, T. 1. Fundacja Kazimierza Wielkiego, 2014 (wybór i opracowanie: Marek Jan Chodakiewicz, Wojciech Muszyński, Leszek Żebrowski)[42]
- Władysław Kołaciński „Żbik”, Między młotem a swastyką, opracowanie i posłowie Leszek Żebrowski, 2018, Wydawnictwo Capital (ISBN 978-83-64037-20-7), Instytut Pamięci Narodowej (ISBN 978-83-8098-376-2)[43]

### Publicystyka historyczna
- Paszkwil Wyborczej. Michnik i Cichy o Powstaniu Warszawskim. Warszawa: Burchard Edition, 1995
- Mity przeciwko Polsce. Żydzi. Polacy. Komunizm 1939-2012. T. 2. Seria: „Biblioteka Naszej Polski”. Capital s.c., 2012
- Paszkwil Wyborczej. Michnik i Cichy o Powstaniu Warszawskim. Capital, Warszawa, 2013. (Wznowienie poszerzone i uzupełnione o dokumenty i źródła, do których dotarł autor w ciągu 18 lat od pierwszego wydania)[44]
- Walka o prawdę. Historia i polityka. Warszawa: Carnet Books, 2013[45].
- Zatruwanie pamięci. Jedwabne, Naliboki, Koniuchy (1941-1944). Politykierstwo historyczne w III RP. Warszawa: Nasz Dziennik, 2014
- W szponach czerwonych. Komunizm i (post)komunizm w Polsce po 1944 r. Warszawa: Nasz Dziennik, 2015
- Warszawa 44 Krew i Chwała. Powstanie Warszawskie 1944 narzędzie dawnej i współczesnej polityki. Warszawa: Capitalbook, 2018[46]
- O najnowszej historii Polski 1939-1989. Szkice i artykuły. Warszawa: Capitalbook, 2018[47]